# Bella 'mbriana (album)
Bella 'mbriana è il quinto album in studio del cantautore italiano Pino Daniele, pubblicato nel 1982 dalla EMI Italiana.

## Il disco
Il lavoro segue i due precedenti Nero a metà e Vai mo', che avevano reso Pino Daniele famoso anche al di là dei confini di Napoli.
L'album prende nome dalla bella 'mbriana, spirito casalingo facente parte dell'immaginario popolare napoletano; ciò testimonia l'avvicinamento del cantante ad un tipo di musica più tradizionale, in un certo senso etnico in anticipo sulla world music che verrà consacrata pochi anni dopo l'uscita di questo disco.
Se è vero che forti sono le influenze etniche, sia napoletane sia esotiche, non vanno dimenticati i forti elementi provenienti da generi quali rock, blues, funk e jazz. Pino Daniele si avvalse per questo album della collaborazione di musicisti stranieri quali Wayne Shorter ed Alphonso Johnson. Come in tutta la produzione di Pino Daniele i testi sono in tre differenti lingue: inglese, napoletano ed italiano.

## Tracce
Lato A
1. Annarè – 4:10
2. Tutta n'ata storia – 4:10
3. Bella 'mbriana – 3:26
4. Tarumbò – 3:40
5. I Got the Blues – 3:12

Lato B
1. Mo basta – 3:42
2. Io vivo come te – 4:05
3. Ma che mania – 3:22
4. Toledo – 2:59
5. E po' che fà – 4:02
6. Maggio se ne va – 2:30

## Formazione
- Pino Daniele – voce, chitarra elettrica ed acustica
- Alphonso Johnson – basso
- Joe Amoruso – tastiera, melodica
- Tullio De Piscopo – batteria, percussioni
- Rosario Jermano – percussioni
- Wayne Shorter – sassofono soprano

## Classifiche

### Classifiche settimanali
| Classifica (1982) | Posizione massima |
| ----------------- | ----------------- |
| Italia            | 1                 |

### Classifiche di fine anno
| Classifica (1982) | Posizione |
| ----------------- | --------- |
| Italia            | 10        |